# Direktsuche
Der Begriff Direktsuche bzw. wesentlich häufiger auch im deutschen Sprachgebrauch Executive Search oder Headhunting (auch Direct Search, Direktansprache) steht für eine bestimmte Dienstleistung im Rahmen der Besetzung von vakanten Führungs- und Schlüsselpositionen in Unternehmen. Diese Dienstleistung wurde Anfang des 20. Jahrhunderts entwickelt und hat sich mittlerweile zu einer eigenen Branche etabliert. Executive Search wird bei der gezielten Suche nach Top-Führungskräften, die i. d. R. nicht auf eine Stellenanzeige reagieren würden, sowie bei der Suche nach schwer zu findenden Spezialisten angewandt. Executive Search Headhunter sind eher im sogenannten „verdeckten Arbeitsmarkt“ zu finden. Dort sind offene Stellen zu besetzen, die in öffentlichen Ausschreibungen nicht zu finden sind. Anzeigengestützte Suche eignet sich dagegen gut für Positionen, für die es eine Vielzahl von Bewerbern gibt. Executive Search-Unternehmen nutzen aber auch Online-Plattformen wie LinkedIn etc.; die meisten Executive-Search-Unternehmen betreiben aus einem Selbstverständnis heraus, welches dem Standesdenken der Anwälte und Wirtschaftsprüfer ähnelt, kaum Werbung.

## Vorgehensweise
Ein Executive Search-Unternehmen wird von seinem Mandanten, dem suchenden Unternehmen, beauftragt, Kandidaten mit einem bestimmten Erfahrungs- und Branchenprofil zu suchen. Zunächst beschreibt also der auftraggebende Klient das Profil. Der Researcher beziehungsweise das Executive Search-Unternehmen stellt nun eine Zielunternehmensliste zusammen, analysiert die Zielunternehmen (Ident oder Mapping genannt), in denen potenzielle Kandidaten vermutet werden, spricht diese direkt an und qualifiziert sie grob vor. Dieser Teil des Prozesses wird gelegentlich auch durch externe Dienstleister (Executive Research) vorgenommen.
Bei Eignung und Interesse findet ein persönliches Gespräch, das sogenannte Interview, mit dem Kandidaten statt. Das Ergebnis dieses Interviews wird in einem „Vertraulichen Bericht“ (auch: confidential report, personal paper, candidate letter) zusammengefasst. Die geeigneten Kandidaten werden dem Klienten später persönlich in der „Präsentation“ vorgestellt. Nach dem Einholen von Referenzen einigen sich Kandidat und potenzieller Arbeitgeber, der Kandidat tritt die Stelle an. In der Regel dauert ein kompletter Suchprozess bis zur Platzierung circa drei Monate.

## Honorar für Executive Search
In der Regel liegt das endgültige Honorar bei rund einem Drittel des Jahreseinkommens des Kandidaten, dabei werden fixe und variable Lohnteile berücksichtigt.
- „Retained Search“

Per Executive Search wird im exklusiven Auftragsverhältnis auf der Basis eines vereinbarten Festhonorars gesucht (sog. „retained search“, nach dem „retainer“, der fest vereinbarten Honorarzahlung). Das Honorar für diese Dienstleistung wird üblicherweise in drei (monatlichen) Raten fällig, die zumindest bei großen internationalen Unternehmen unabhängig vom jeweiligen Projektfortschritt sind. Bei weniger großen Unternehmen kann es sein, dass sich der Berater verpflichtet, die Raten zumindest abhängig vom Eintreten bestimmter Projektmeilensteine in Rechnung zu stellen.
- „Contingency Search“

Rein auf Erfolgsbasis agierende Personalvermittler werden „contigency firms“ genannt und sind in der Regel weniger hoch im Markt angesehen. Oftmals sind sie angelsächsischen Ursprungs und im dortigen Markt bei der Besetzung von hochbezahlten Spezialistenfunktionen aktiv. Sie versenden auch oftmals Lebensläufe von Kandidaten, ohne dass diese davon wissen, an potenzielle Mandanten.
- „Selection“

Auch bei der anzeigengestützten Suche (im Branchenjargon zumeist „Selection“ genannt) wird oftmals ein erfolgsabhängiges Honorar vereinbart. Zudem werden die von den jeweiligen Anzeigenmedien (Print, Online) in Rechnung gestellten Inseratskosten dem Kunden in Rechnung gestellt (oftmals unter Berücksichtigung eines „Agenturrabattes“).

## Geschichte
Die Wurzeln des Executive Search liegen alle in Nordamerika. Das älteste Executive-Search-Unternehmen war die 1926 gegründete Thorndike Deland Associates in New York, das 2001 seinen Betrieb einstellen musste, damals unter dem Namen „Thorndike Deland Executive Placement Bureau“ tätig. Nach dem Ersten Weltkrieg gab es in Nordamerika eine große Knappheit an geeigneten Persönlichkeiten für Spitzenpositionen in der Politik. Deland hatte die Idee, nicht potenzielle Kandidaten auf eine Stellenanzeige reagieren zu lassen, sondern nach vorheriger Recherche jene aktiv anzusprechen, und dürfte damit als „Erfinder“, zumindest als Pionier des Executive Search gelten.
Der Name „Executive Search“ ist entstanden, da in den Anfängen der Personalberatung die „Executives“, also die Führungsspitze, von Unternehmen über diese Methode gesucht wurden.
Die ersten internationalen Executive Search-Unternehmen entstanden in der zweiten Hälfte des 20. Jahrhunderts. Um 1950 und später machten sich aus dem damaligen Beratungsunternehmen Booz Allen Hamilton namhafte Partner selbständig, so 1946 Sidney Boyden, 1953 Heidrick & Struggles und 1956 Spencer Stuart, das eines der ersten Executive Search-Unternehmen mit Präsenz in Kontinentaleuropa war. Bei letztgenanntem erlernten auch Egon Zehnder und Jürgen Mülder ihr Handwerk, die später ihre eigenen Unternehmen gründeten und (im Fall Zehnder) zu einer ernstzunehmenden internationalen Größe ausbauten.
In der Schweiz war John P. Robertson einer der ersten, der schon 1951, als US-amerikanische Unternehmen stark in Europa investierten, ein Executive-Search Unternehmen gründete, das noch heute unter Robertson Associates AG existiert. Von ihm stammen grundlegende Artikel und Bücher über Executive Search und nach seinem Ausscheiden bei Robertson Associates 1982 über Outplacement.
Auf dem deutschen Markt sind die genannten Unternehmen seit Ende der sechziger Jahre präsent. Daneben gibt es in den achtziger Jahren neu gegründete Unternehmen, die im Wesentlichen national tätig sind, z. B. Delta Management Consultants (seit 1991 als Gründungsmitglied von Amrop international tätig), Deininger Unternehmensberatung, Hofmann Consultants und viele mehr, sowie prominente Einzelkämpfer wie Dieter Rickert, Heiner Thorborg oder Berthold B. Trottnow wie auch eine Vielzahl von sehr kleinen Ein-Mann-Beratungsunternehmen. Wenig bekannt ist, dass auch Roland Berger bis zur Einstellung des Geschäftsbereichs im Jahr 2004 diese Dienstleistung anbot, aber wenig bewarb.
Innerhalb der Branche gibt es Unternehmen, die quasi als „Schule“ gelten und ihrerseits wiederum Berater hervorgebracht haben, die später ihr eigenes Unternehmen zu großer Bedeutung entwickelt haben. In den späten 90er Jahren gab es einen großen Konsolidierungsprozess, der zudem durch die prominenten Börsengänge der Konkurrenten um den Weltmarktführerplatz, Korn/Ferry und Heidrick & Struggles, geprägt war, die beide insbesondere durch Übernahmen kleinerer Unternehmen expandierten (Carré/Orban wurde 1993 von Korn/Ferry gekauft, Mülder & Partner 1998 von Heidrick).

## Markt heute

### International Players
Die großen Unternehmen mit internationaler Bedeutung (zweistellige Anzahl der Niederlassungen, Umsatz in zwei- bis dreistelliger Millionenhöhe) und Präsenz in vielen wirtschaftlich bedeutenden Ländern der Erde sind Korn/Ferry, Heidrick & Struggles, Odgers Berndtson, Spencer Stuart, Russell Reynolds, Boyden Global Executive Search, Kienbaum Consultants International und Egon Zehnder.
Bei den Unternehmen dieser Gruppe kann es sinnvoll sein, zwischen börsennotierten Unternehmen einerseits (Korn/Ferry und Heidrick&Struggles), privaten Partnerschaften (Russell Reynolds, Spencer Stuart und Egon Zehnder als nichtbörsennotierte, aber integrierte globale Unternehmen) und rechtlich und wirtschaftlich unabhängigen Landesgesellschaften (sogenannte Networks), die international einen gemeinsamen Markennamen nutzen zu unterscheiden. „Search Consult“ erstellt alljährlich ein Ranking der Executive Search Unternehmen. Das größte globale Netzwerk von Unternehmen in der Branche der Direktsuche nach der Anzahl der Büros ist AIMS International (ersichtlich aus der jährlichen Rangliste der Unternehmen in der Branche der Direktsuche, welche „Search Consult“ 2006 erstellte). Das größte Netzwerk gemessen am Umsatz in der EMEA-Region ist Egon Zehnder mit 321 Millionen $ (nach der zuletzt im Jahre 2008 durchgeführten Studie von Kennedy Information).
Bis in die 1980er Jahre hinein boten auch die US-stämmigen Strategieberatungen wie McKinsey und Booz Allen Hamilton sowie Wirtschaftsprüfungsgesellschaften („Big Four“), namentlich Price Waterhouse, Coopers & Lybrand, Ernst & Young und KPMG diese Dienstleistungen an, haben sich aber mittlerweile vollständig aus diesem Markt zurückgezogen. Auch aus diesen Gesellschaften haben sich in der Folge Partner selbständig gemacht und später namhafte, zum Teil national bekannte Executive Search-Boutiquen entwickelt, wie z. B. die in den 90er Jahren gegründete Cornfeld in der Schweiz.

### Nationale Größen
Executive Search-Boutiquen sind kleinere Beratungsunternehmen, die zwar innerhalb eines Landes oder einer bestimmten Region sehr gut positioniert sind, jedoch keine oder nur sehr vereinzelte weltweite Präsenz haben. Ähnlich wie bei Werbeagenturen schließen sich solche Unternehmen oft einem internationalen Netzwerk an, behalten dabei jedoch ihre rechtliche und wirtschaftliche Eigenständigkeit. Executive Search-Boutiquen sind in der Regel eigenständige, inhabergeführte Unternehmen.
Da die internationalen Beratungsgesellschaften immer eine große Anzahl von Kunden betreuen, welche damit nicht mehr als Suchfeld zur Verfügung stehen, nutzen kleinere, national agierende „boutique firms“ diese Chance und beschränken sich auf bestimmte geographische und/oder fachliche Teilmärkte. In der Personalberatung generell und auch im Executive Search werden vermehrt auch digitale Tools und Big Data eingesetzt. Für den Bereich Executive Search wird jedoch auch in Zeiten der Digitalisierung ein Großteil der Arbeit „Manufakturarbeit“ bleiben.
Darüber hinaus differenzieren sich Executive Search-Boutiquen oft über ergänzende Dienstleistungen zum Executive Search. Basis dieser Differenzierung ist häufig die Strategie von Unternehmen, Management Kompetenzen besser den Erfordernissen des Geschäftsmodells anzupassen und über Management Audits (auch genannt Management Assessment oder Leadership Alignment) und Coaching abzusichern. So hat beispielsweise Cornfeld bereits 2010 firmenexterne Talent- und Successor Pools als ergänzende Dienstleistung proklamiert und mit dem Aufbau und der Pflege von funktionsspezifischen Nachfolge-Pools (auch Succession Management oder Succession Planning) ein weiteres Dienstleistungsfeld für Executive Search-Firmen definiert.

### Abgrenzung zu anzeigengestützten Personalberatungen
Das Vorgehen von Executive Search-Unternehmen unterscheidet sich stark von den anzeigengestützten Personalberatungen, die eher kleinere Positionen in Unternehmen besetzen. Die zu besetzenden Positionen werden von diesen Personalberatungen öffentlich ausgeschrieben, meist in branchen- oder landesspezifischen Job Online-Plattformen oder auch in den Social Media (z. B. auf Linkedin). Vor allem mittelständische Unternehmen, die keine eigene Personalabteilung haben, nehmen die Dienste dieser eher als „Media-Agenturen“ zu bezeichnenden Beratungen in Anspruch.

## Berufsverbände
Der AESC (Association of Executive Search Consultants) ist in der internationalen Executive Search-Branche der bedeutendste Berufsverband. Lokale, landesspezifische Berufsverbände haben sich langfristig nicht durchsetzen können. In Deutschland gab es die heute nicht mehr existierende Vereinigung deutscher Executive-Search-Beratungen und AESC Deutschland, eine nationale Untergruppe der AESC. Für die vorwiegend anzeigengestützt tätigen Personalberater in Deutschland gibt es den Bundesverband Deutscher Unternehmensberater BDU e. V.

## Kritik
Neben den Vorteilen global organisierter Rekrutierungsunternehmen können mögliche Schwachstellen qualitativ in der standardisierten Vorgehensweise sowie durch die Bearbeitung vieler verschiedener Berater und quantitativ in der hohen Anzahl der bearbeiteten Mandate bestehen. Dies kann das Eingehen auf die Individualität der Auftraggeber und deren Anforderungen sowie auf die Individualität der Kandidaten beeinträchtigen, ebenso die Differenzierung und Vergleichbarkeit (Korrelation) der in den Resultaten gewonnenen Erkenntnisse.

## Rechtliche und kulturelle Probleme
In Deutschland hat es in der Vergangenheit öfter rechtliche Unsicherheit bezüglich Executive Search-Dienstleistungen gegeben. Laut Urteil (Az.:I ZR 221/01) des für Wettbewerbsrecht zuständigen ersten Zivilsenats des Bundesgerichtshof ist der Erstkontakt zu fremden Mitarbeitern per telefonischer Ansprache am Arbeitsplatz als Teil des freien Wettbewerbs grundsätzlich erlaubt.
Dem vermeintlichen „Abwerben“ loyaler und zufriedener Führungskräfte haftete in der Anfangszeit des Executive Searchs ein zweifelhafter Ruf an. Mittlerweile gehört Executive Search aber längst in den Kreis der akzeptierten und etablierten Rekrutierungsmethoden.